# اسپیس دیسکو

اسپیس دیسکو (به انگلیسی: Space disco) یک  سبک درهم‌آمیخته با موسیقی دیسکو است که در واقع حاصل ادغام موسیقی دیسکو با تم‌ها، صداها، و تصاویر آینده گرانه است. اسپیس دیسکو یکی از زیرسبک‌های کم عمر موسیقی یورو دیسکو بود که نخستین بار در حدود ۱۹۷۶-۷۷ در صحنهٔ موسیقی دیسکوی اروپا پا گرفت و در اواخر دههٔ ۱۹۷۰ به محبوبیت دست یافت.
اسپیس دیسکو نتیجهٔ ادغام دیسکو و علم و تخیل بود؛ که هر دو در اواسط تا اواخر دههٔ ۱۹۷۰ به فرهنگ عامّهٔ بین‌المللی راه یافتند. ایدهٔ اصلی‌ای که در پس این سبک وجود داشت، کشف شگفتی‌های فضای بیرونی به وسیلهٔ انسان بود. علاوه بر این، بسیاری از گروه‌ها مواردی همچون اشکال روباتیک، روشنایی لیزر، و صفحهٔ نمایش رایانه را نیز به اجراهای زندهٔ خود می‌افزودند. خود هنرمندان این سبک نیز اغلب لباس‌هایی الهام گرفته از لباس‌های خوانندگان سبک گلم راک و سایر مدهای آینده‌گرانه می‌پوشیدند.